# Chirurgie fin de siècle
 (juillet 2025).
Pour plus de détails, voir Fiche technique et Distribution.
Chirurgie fin de siècle est un film français réalisé par Alice Guy en 1900.

## Synopsis
Les deux assistants d'un chirurgien endorment un patient à l'éther. Le chirurgien se livre alors à une véritable boucherie : amputation d'un bras et d'une jambe. Une fois son « travail » terminé, il s'en va.

Pris de pitié, les deux assistants décident de faire quelque chose. Ils vont chercher dans une réserve une bonbonne contenant des pièces de rechange (sic). Ils installent alors le patient sur un fauteuil confortable et à l'aide de glu entreprennent une greffe qui, oh ! miracle, réussit. La réanimation est aussi rustique que l'opération : elle consiste en des tintements de cloche près des oreilles et une ventilation à l'aide de soufflets. Elle se révèle cependant efficace car le patient ne tarde pas à se réveiller et se met même à danser une gigue endiablée.

## Analyse
Souhait de dédramatiser la situation ou naïveté de la réalisation de l'époque ? L'amputé est figuré tout le long de la saynète par un mannequin peu réaliste tenant plus de la poupée de chiffons.

## Fiche technique
- Titre : Chirurgie fin de siècle
- Réalisation : Alice Guy
- Société de production : Société L. Gaumont et compagnie
- Pays d'origine :  France
- Genre :  Saynète humoristique
- Durée : 2 minutes
- Date de sortie : 1900
- Licence : Domaine public

## Autour du film
En guise de copyright, on voit apparaître, à un moment du film, un panonceau « Elgé - Paris » - Elgé, bien sûr pour Léon Gaumont.
L'image contient un certain nombre d'indications bilingues. On peut ainsi lire au-dessus de la porte de la salle d'opération « On est prié de ne pas crier - Please od(sic) not cry », sur la bouteille de glu « Colle animale - Animal glue » et sur la bonbonne « Pièces de rechange - Exchanging pieces ».